# Monica Relph
Monica Relph (ur. 15 stycznia 1988 r. w Aylesbury) – brytyjska wioślarka.

## Osiągnięcia
- Mistrzostwa Świata U-23 – Račice 2009 – ósemka – 1. miejsce[1].
- Mistrzostwa Europy – Brześć 2009 – ósemka – 7. miejsce[1].